# ISDA Master Agreement
L'ISDA Master Agreement est le contrat-type le plus utilisé pour la vente de produits dérivés de gré à gré. Il a été mis au point par l'ISDA (Association Internationale des Swaps et Dérivés) en 1992 et amélioré en 2002,. Il fait partie d'un ensemble de documents permettant de documenter de manière complète et flexible les transactions de dérivés de gré à gré. Cet ensemble de documents se compose d'un contrat cadre (ISDA Master Agreement), d'une annexe à ce contrat cadre (ISDA Schedule), de confirmations, de livrets de définitions et d'une CSA (Credit Support Annex).
Ce contrat détaille la formule mathématique utilisée pour déterminer le prix du produit dérivé vendu, les dates de paiement, les modalités de crédit (appel de marge, défaut d'une des deux parties, ...)

## Avantages
Le contrat cadre de l'ISDA est long et le processus de négociation peut être fastidieux, mais une fois le contrat signé, la documentation des transactions à venir entre les parties au contrat est réduite à une brève confirmation des termes les plus importants de la transaction.